# Penny Drake

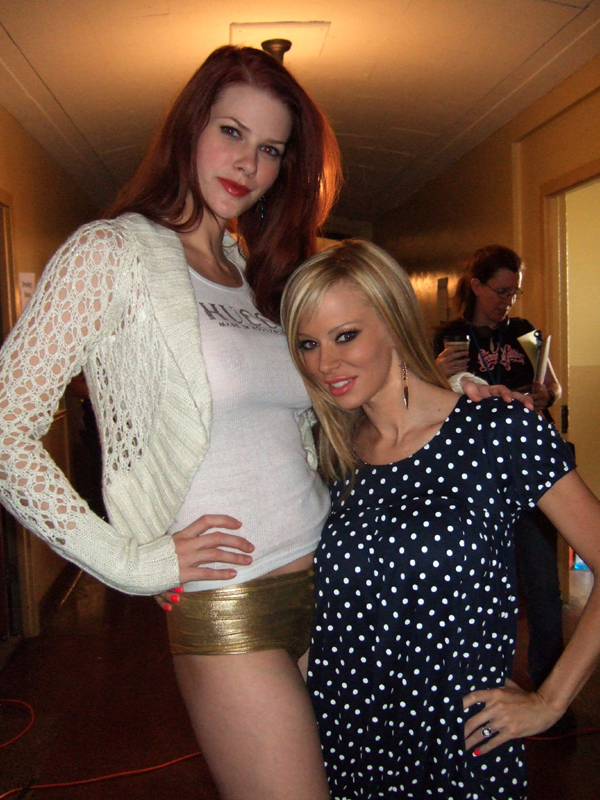
Penny Drake (links, auf Plateauschuhen) mit Jenna Jameson, 2007

Penny Drake (* 20. Juli 1977 in San Antonio, Texas) ist eine US-amerikanische Schauspielerin und Model. 
Drake, Tochter eines Baptisten-Pastors, begann 2008 ihre Karriere als Model für Herra Couture, Flora Zeta und Ed Hardy. Im Juni 2009 erschien sie als Bayonetta, der Hauptcharakter des gleichnamigen Videospiels, auf der E3. Seit 2005 ist sie im Filmgeschäft tätig: Neben kleinen Rollen in Sin City und Jungfrau (40), männlich, sucht … spielte sie 2008 im Erotikfilm Zombie Strippers an der Seite von Jenna Jameson und Robert Englund.

## Filmografie (Auswahl)
- 2005: Sin City
- 2005: Jungfrau (40), männlich, sucht … (The 40 Year-Old Virgin)
- 2008: Zombie Strippers (Zombie Strippers!)
- 2008: The Cook – Es ist hingerichtet! (The Cook)
- 2009: Necrosis
- 2010: Dreamkiller
- 2011: Blood Snow